# Dennis Schiller
Dennis Erik Schiller, född 18 maj 1965 i Göteborg, är en svensk före detta fotbollsspelare. Hans bror, Glenn Schiller, är också en före detta fotbollsspelare.

## Klubbkarriär
Schiller spelade som junior för Mossens BK. Mellan 1984 och 1987 spelade han 45 A-lagsmatcher och gjorde ett mål för IFK Göteborg, varav sex matcher i Allsvenskan. Inför säsongen 1987 gick Schiller till norska Lillestrøm, där han var med och blev Norsk mästare 1989. Det blev totalt 10 säsonger i Lillestrøm. Därefter spelade Schiller för Molde mellan 1997 och 1999.

## Landslagskarriär
Schiller spelade 19 landskamper för Sveriges U21-landslag mellan 1984 och 1987. Han debuterade för det Svenska A-landslaget den 12 januari 1988 i en träningslandskamp mot Östtyskland. Den 26 april 1989 gjorde Schiller sitt enda landskampsmål, ett långskott på Neville Southall i träningslandskampen mot Wales i Wrexham. 
Roland Nilsson var första val som högerback i landslaget, och Schiller fick hård konkurrens om positionen som vänsterback, först mot Roger Ljung och sedan även en ung Stefan Schwarz. Förbundskapten Olle Nordin valde att inte ta med Schiller i truppen till VM 1990. Dennis Schiller startade sedan sin 14:e och sista landskamp mot Australien på januariturnén i Sydney den 26 januari 1992.